# Тепсаев, Беслан Юнусович
Бесла́н Юну́сович Тепса́ев (5 декабря 1971, Ачхой-Мартановский район, Чечено-Ингушская АССР — 15 октября 2009, Самашки, Чечня) — командир огневого взвода батальона патрульно-постовой службы милиции отдела внутренних дел Ачхой-Мартановского района Чеченской Республики, старший лейтенант милиции, Герой Российской Федерации.

## Биография
В 1989—1991 годах служил в Советской армии. Окончил исторический факультет Чеченского государственного университета в 2006 году.
С августа 2002 года — на службе в органах внутренних дел Чеченской Республики. С ноября того же года по август 2005 года — милиционер патрульно-постовой службы милиции территориального отделения милиции отдела внутренних дел Урус-Мартановского района. До 27 января 2007 года — милиционер батальона патрульно-постовой службы милиции отдела внутренних дел по Ачхой-Мартановскому району. Затем Тепсаев стал командиром огневого взвода батальона патрульно-постовой службы милиции отдела внутренних дел по Ачхой-Мартановскому району.
Честно и добросовестно исполнял служебный долг. Лично принимал участие в планировании и проведении мероприятий по задержанию и уничтожению членов бандформирований. За безупречное выполнение служебного и профессионального долга неоднократно отмечался руководством МВД по Чеченской Республике.

### Гибель
15 октября 2009 года для проверки оперативной информации в село Самашки Ачхой-Мартановского района была направлена группа сотрудников батальона патрульно-постовой службы из 40 человек под руководством Тепсаева. При проведении оперативных мероприятий на окраине села милиционеры подверглись обстрелу из автоматического оружия со стороны леса. Огневые точки противника были хорошо замаскированы, что давало нападающим преимущество.
Тепсаев, выйдя практически на открытую местность, открыл огонь из автомата по противнику. Это позволило милиционерам перегруппироваться и занять позиции для ведения ответного огня. Заметив, что один из его товарищей получил ранение и не может самостоятельно выбраться из зоны обстрела, Тепсаев подобрался к раненому и вывел его из-под обстрела, при этом сам получил множество ранений. Истекая кровью, до последних минут продолжал прикрывать своих товарищей. От полученных ранений погиб на месте боестолкновения.
Указом Президента России в 2010 году за мужество и героизм, проявленные при исполнении воинского и служебного долга, старшему лейтенанту милиции Тепсаеву Беслану Юнусовичу было посмертно присвоено звание Героя Российской Федерации. 20 октября 2010 года министр внутренних дел России генерал армии Р. Г. Нургалиев вручил его вдове медаль «Золотая Звезда».